# Апула Едель
Апула Едіма Бете Едель (фр. Apoula Edima Bete Édel, вірм. Ապոուլա Էդիմա Էդել Բետե, нар. 17 червня 1986, Яунде) — вірменський футболіст, воротар клубу «Хапоель» (Тель-Авів). За національністю камерунець.
Насамперед відомий виступами за клуб «Парі Сен-Жермен», а також національну збірну Вірменії.
Дворазовий чемпіон Вірменії. Володар Кубка Вірменії. Володар Кубка Румунії. Володар Кубка французької ліги. Володар Кубка Франції.

## Клубна кар'єра
У дорослому футболі дебютував 2004 року виступами за команду клубу «Пюнік», в якій провів один сезон, взявши участь у 58 матчах чемпіонату. 
Згодом з 2005 по 2007 рік грав у складі команд клубів «Рапід» (Бухарест) та «Гент».
Своєю грою за останню команду привернув увагу представників тренерського штабу клубу «Парі Сен-Жермен», до складу якого приєднався 2007 року. Відіграв за паризьку команду наступні чотири сезони своєї ігрової кар'єри.
До складу клубу «Хапоель» (Тель-Авів) приєднався 2011 року. Наразі встиг відіграти за команду з Тель-Авіва 34 матчі в національному чемпіонаті.

## Виступи за збірну
У 2004 році дебютував в офіційних матчах у складі національної збірної Вірменії. Наразі провів у формі головної команди країни 6 матчів.

## Титули і досягнення
- Чемпіон Вірменії (4):

«Пюнік»:  2002, 2003, 2004, 2005
- Володар Кубка Вірменії (2):

«Пюнік»:  2002, 2004
- Володар Суперкубка Вірменії (2):

«Пюнік»:  2004, 2005
- Володар Кубка Румунії (1):

«Рапід» (Бухарест):  2006–07
- Володар Кубка французької ліги (1):

«Парі Сен-Жермен»:  2007–08
- Володар Кубка Франції (1):

«Парі Сен-Жермен»:  2009–10
- Володар Кубка Ізраїлю (1):

«Хапоель» (Тель-Авів):  2011–12
- Чемпіон Індії (2):

Атлетико (Калькутта): 2014
Ченнаїн:2015